# Arlberský průsmyk
Arlberský průsmyk (německy Arlbergpass či pouze Arlberg  poslech) je důležitý alpský průsmyk přecházející přes stejnojmenný horský masiv v Rakousku v nadmořské výšce 1793 metrů. Odděluje spolkovou zemi Vorarlbersko od Tyrolska tedy i zbytku Rakouska a tvoří také hranici mezi povodími Rýna a Dunaje. Dopravu přes průsmyk usnadňuje Arlberský železniční tunel z roku 1884 a Arlberský silniční tunel z roku 1978. Okolí průsmyku je centrem horské a lyžařské turistiky. Oblast se vyznačuje vysokými srážkami a častými sesuvy půdy.

## Pojmenování

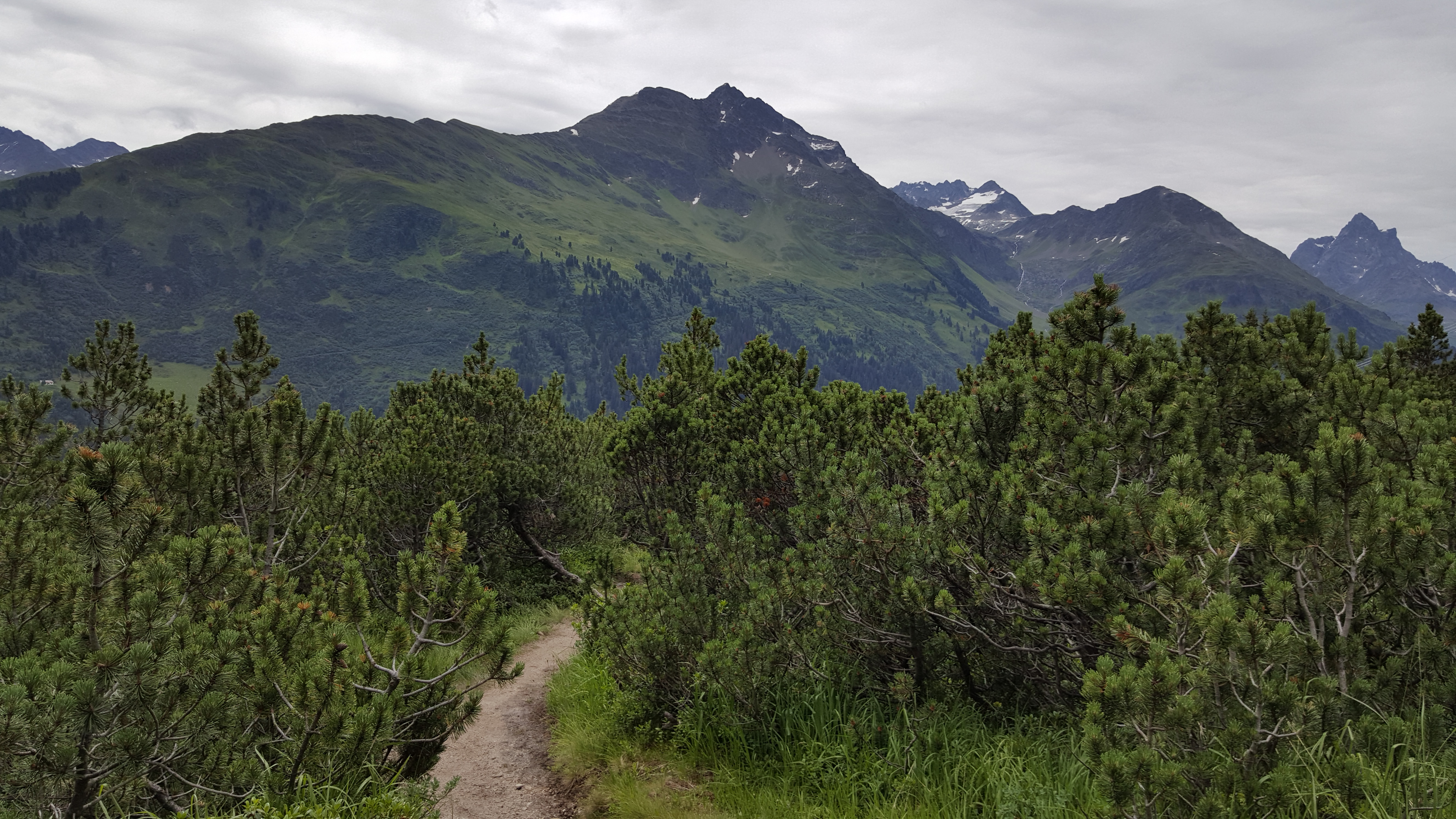
Klečové borovice v oblasti Arlberského průsmyku

Jméno Arl(berg) a jeho varianty (Arle, Arlen, Mons Arula, Arlenperge) lze v různých zápisech vysledovat až do roku 1218, a podle jedné z teorií se odvozuje od hojně se zde vyskytujících arlenských keřů, takzvaných klečových borovic. Objektivní a přesné prameny naznačují, že ve starším jazyce existovalo pro oblast odlišné pojmenování.
V roce 1218 je v jedné z listin zmíněn les, "který sahá až k Arlu". V roce 1485 je zaznamenáno označení této oblasti jako „perg Arls“. Výraz „Arl“ dal také pojmenování hradu Arlen, který byl zničen během Appenzellských válek v roce 1406.
Až do konce 18. století se vysoko do hor vystupovalo jen výjimečně, jelikož hory byly především překážkou na cestě na druhou stranu, které se lidé raději vyhýbali. „Jít přes horu nebo hory“ odkazovalo v lidovém jazyce vždy na nejjednodušší přechod, tedy průsmyk. V walserovském dialektu značí dodnes výraz Berg, neboli hora, průsmyk a přilehlou oblast.
Ve 14. století svěřila hrabata z Montfortu dosud neobydlená území (Tannberg, Kleinwalsertal a Großwalsertal) do dědičného držení walserům, kteří byli známí jako dobří chovatelé dobytka, pastýři, žoldnéři a soumaři. Kolem roku 1450 šlo průsmyk překonat pouze pomocí soumarů. Silná významová spojitost mezi oblastí (Arlberg) a samotným přechodem pomocí průsmyku byla výrazná až do konce 18. století, protože zdejší sesuvy kamení, půdy a laviny opakovaně vynucovaly hledání nových cest k překonání horského masivu, a název Arlberg tak mohl být použit na různé trasy v této oblasti bez odkazování na konkrétní zrovna používanou trasu. Tento jazykový stav se do dnešní doby nezměnil, a v němčině se pro horský masiv i pro samotný dopravní průsmyk používá pouze název Arlberg.
Podobné sémantické zdvojení (v tomto případě "hora-průsmyk") se vyskytuje na všech jazykových hranicích a je výrazem mírového soužití jazykových skupin. I přes zánik walserovského jazyka v 19. století byla přejata většina jejich pomístních jmen. Zdvojení tak zůstalo a název již nikdy nebyl změněn na Arlský průsmyk. Vymezení mezi Arlbergem a Arlberským průsmykem není ani dnes jasné, což vede k tomu, že název je vždy doplňován konkretizujícím slovem (např.: silnice, železnice, tunel, oblast,..). Německý výraz Arlbergpass obvykle popisuje pouze horní část průsmyku.
Rakouská spolková země Vorarlbersko odvozuje svůj název právě od Arlberského průsmyku, jelikož z pohledu Svaté říše římské a zejména z pohledu původního sídla Habsburků v dnešním švýcarském kantonu Aargau se tato oblast nacházela před Arlberským průsmykem.

## Geografie

### Poloha

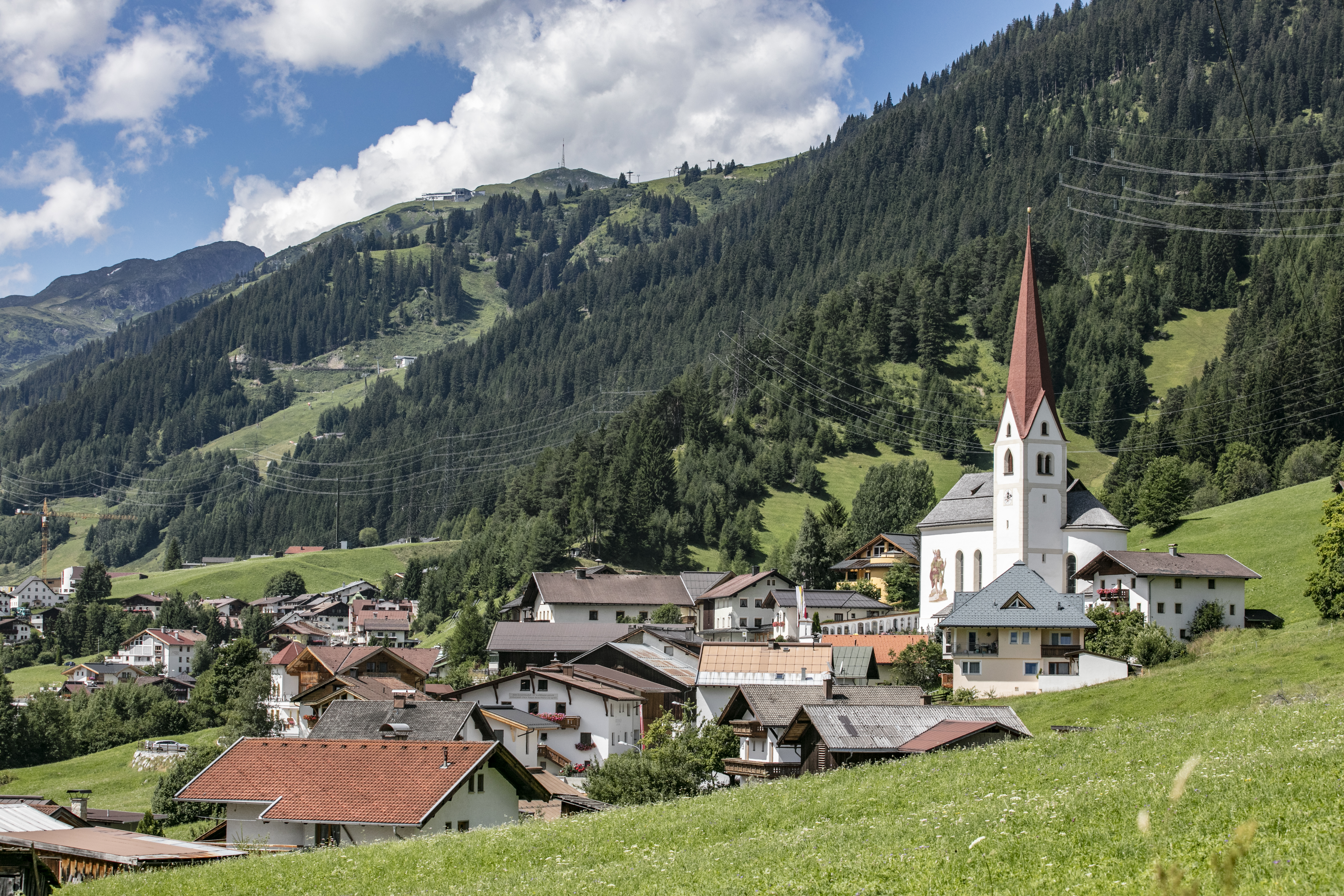
Sankt Anton am Arlberg

Arlberský průsmyk spojuje údolí Klostertal, kterým protéká řeka Alfenz na západě, s údolím Stanzer, kterým protéká řeka Rosanna na východě a odděluje pohoří Lechquellengebirge a Lechtalské Alpy na severu od Verwallu na jihu. Nedaleký průsmyk Flexenpass je zase hranicí mezi pohořím Lechquellengebirge na západě a Lechtalskými Alpami na východě. Naproti tomu Arlberg ve smyslu pohoří zabírá západní část Lechtalských Alp.
Nad vrcholem průsmyku se tyčí Valluga, se svými 2 811 metry nejvyšší hora arlberské oblasti, která společně s horou Trittkopf tvoří jihozápadní konec Lechtalských Alp. Setkávají se zde hranice čtyř arlberských obcí, které tvoří Lech am Arlberg a Klösterle / Stuben na vorarlberské straně a Kaisers a Sankt Anton am Arlberg na tyrolské straně. Samotný vrchol průsmyku se nachází zcela na tyrolském území.
Evropské rozvodí mezi Rýnem a Dunajem vede na jihu od hory Albonagrat k horní části průsmyku, přes Vallugu a Trittkopf k průsmyku Flexenpass a od hory Flexenspitz po jižním konci Lechquellengebirge ke Klostertalu směrem na západ.

### Přístupy
| Schwarzach       |
| Egg              |
| Bezau            |
| Mellau           |
| Schoppernau      |
| Schröcken        |
| Hochtannbergpass |

| Reutte             |
| Weißenbach am Lech |
| Forchach           |
| Stanzach           |
| Steeg              |

| Bludenz                         |
| Ausserbraz                      |
| Innerbraz                       |
| Dalaas                          |
| Wald am Arlberg                 |
| Danöfen                         |
| Klösterle                       |
| Langen am Arlberg, silnice B197 |
| Stuben am Arlberg               |

| Landeck (Stanz)            |
| Grins                      |
| Pians                      |
| Strengen                   |
| Flirsch                    |
| Schnann                    |
| Pettneu am Arlberg         |
| Gand                       |
| Sankt Jakob am Arlberg     |
| Nasserein                  |
| Sankt Anton am Arlberg     |
| Sankt Christoph am Arlberg |

| Warth           |
| Lech (Tannberg) |
| Zürs am Arlberg |
| Flexenpass      |

| Alpe Rauz |

| Vrchol Arlberského průsmyku |

### Geologie
Geologicky leží Arlberský průsmyk ve zlomové zóně, tzv. drobové zóně, mezi paleozoickými a staršími krystalickými horninami (krystalinika, žula, rula, krystalická břidlice) východních centrálních Alp (podskupina Verwall) na jihu, a nasunuté vápencové pokrývky (křída a jurský vápenec (z období Malm, Dogger), Lias)) ze severních vápencových Alp na severu. V severní části průsmyku se ledovcové údolí vyznačuje krasovými jevy na jižních svazích, zatímco na jihu, směrem k hřebeni Albony, se může vyskovat množství malých jezírek (Maroiseen, Oberlangboden).

### Podnebí a počasí
V oblasti průsmyku jsou kvůli větrnému přetížení obzvláště časté srážky a silný déšť. Po Bregenzském lese je to jedna z nejmokřejších oblastí v Rakousku. Průměrné roční srážky v letech 1971–2000 činily 1 653,6 mm v Langenu a 1 275,2 mm v Sankt Antonu.
Dopravní cesty a osady jsou v zimě ohroženy lavinami a v létě sesuvy půdy a kamení. Tyto přírodní události lze jen obtížně kontrolovat pomocí stavebně-technických opatření. Oblast byla zasažena lavinovými zimami v letech 1999 a 2003. Během alpských povodní v roce 2005 došlo i zde k povodním a sesuvům půdy; Arlberská železnice byla poté z důvodu rekonstrukce uzavřena od srpna do prosince téhož roku.

## Doprava
Vzhledem k tomu, že geologické a hydrologické podmínky nebyly pro průsmyk nijak výhodné, byl vývoj dopravy silně určován politickým a ekonomickém vývojem a mocenskými vztahy v Alpách a Alpském podhůří.

### Pravěk a rané dějiny
Jelikož ložiska rud (Montafon) a soli (Solná komora) byla známa již v době bronzové (doba halštatská), lze předpokládat, že průsmyk měl již tenkrát nadregionální význam v dopravě překračující Alpy z východu na západ a nebyl tedy využíván pouze pro letní alpské pastevectví. Petrografické studie keramických střepů ukázaly, že mezi mokřadními osadami oblasti Bodamského jezera a severoitalskými osadami byly živé obchodní vztahy. Nejbližší spojení mezi Jaderským mořem a Bodamským jezerem vedlo podél Adiže přes Bozen a Meran k Reschenskému průsmyku a odtud přes Landeck a Arlberský průsmyk k Alpskému Rýnu a podél něj až k jezeru. Do 17. století byl Alpský Rýn splavný po Hohenems, až do novověku však bylo velice obtížné řeku překročit.

### Stará keltská silnice
Bregenz, jakožto nejsilnější keltské oppidum ve východní oblasti Bodamského jezera s významným obchodním obratem (díky strategické poloze na břehu jezera), také udržovalo pravidelnou směnu s etruskou severní Itálií. Arlberský průsmyk byl tedy důležitou součástí této staré obchodní stezky.

### Římské časy
Průsmyk měl v římských dobách malý význam. V době největšího rozmachu říše vedly hlavní vojenské silnice dále na sever. Římská vojenská silnice z Brigantina (Bregenz) do Juvavumu (Salcburku) křížila Via Claudia Augusta (do Augsburgu) poblíž Kamboduna (Kempten). Pozice na Rýně a Bodamském jezeře Římané nedokázali udržet, a doprava se přesunula dále na jih (Vinschgau - Ofenpass - Engadin - Julierský průsmyk).

### Středověk
Stejně jako je málo známo o používání Arlberského průsmyku v římských dobách, ví se také málo o jeho používání v raném středověku. První doly pravděpodobně vznikly v Montafonu již v karolínských dobách, což se mohlo odrazit i na provozu přes Arlberský průsmyk. Po staletích poměrně skromného dopravního významu však ve vrcholném středověku došlo ke změně: během několika let ve 13. století se z bývalého lokálního průsmyku stal nadregionální a dokonce mezinárodně významný průsmyk. Četné staré dokumenty hovoří o přechodech přes tuto oblast. Od roku 1218 existují důkazy o regulaci soumarů v Arlberském průsmyku. Již v roce 1312 bylo na začátku Arlberské cesty v Landecku vybíráno mýtné, které bylo používáno k udržování a rozšiřování cesty.

### Formanská cesta
Cesta sjízdná povozem je zmiňována již ve 14. století. Kromě obchodu s dobytkem se průsmyk používal hlavně pro obchod se solí ze Solné komory určenou pro Švýcarskou plošinu a oblast Bodamského jezera. Nejdůležitějším exportním artiklem z Thurgau bylo lněné plátno, dopravované po jezeře z Kostnice do Bregenzu, a odtud přes Arlberský průsmyk a další průsmyky do Itálie (Terst, Benátky, Milán, Florencie). Arlberský průsmyk je o více než 250 m nižší a býval také v zimě uzavřen po kratší dobu v porovnání s ostatními průsmyky na cestě na jih.
V roce 1363 získali Tyrolsko Habsubrkové, ale o Vorarlbersko se nadále dělili s hrabaty z Montfertu, kteří upřednostňovali přístup k Arlberskému průsmyku z Feldkirchu přes Bludenz, jelikož díky tomu mohli hospodářsky konkurovat Bregenzu. Na trase tak byl zvýšený provoz, přičemž na důležitosti získala přeprava všeho druhu zboží, zejména soli a vojenského materiálu, a zvýšeho pohybu vojsk. Vesnice na obou stranách Arlberského průsmyku vzkvétaly a vznikly i zcela nové osady.
Navzdory dvacetiletému míru mezi Appenzellskými obcemi a habsburským rodem uzavřenému v roce 1394 bylo Vorarlbersko v letech 1406 až 1408 vtaženo do Appenzellských válek. Poté Arlberský průsmyk postupně ztrácel svůj ekonomický význam. Kdysi vysoce žádané kostnické plátno také ztratilo na poptávce a bylo nahrazeno bavlnou.

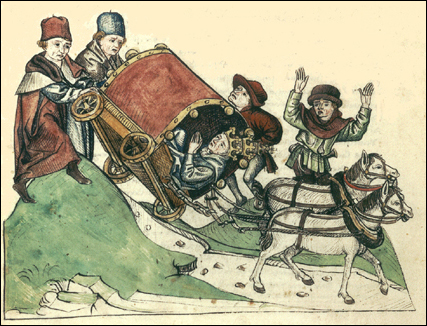
Nehoda vzdoropapeže Jana XIII.

První velkou mezinárodní zkouškou pro průsmyk byl Kostnický koncil v letech 1414 až 1418. Četní hosté, zejména z východních a jihovýchodních částí říše a Evropy cestovali na koncil právě přes Arlberský průsmyk. V říjnu 1414 zde cestoval jeden z tehdejších tří papežů, Jan XXIII., a na vrcholu průsmyku havaroval spolu se svým povozem do hlubokého sněhu, načež z toho okamžitě obvinil ďábla. V Kostnici byl později Jan XXIII koncilem sesazen, prohlášen za vzdoropapeže a donucen uprchnout. Po koncilu ztratil průsmyk část svého významu. Brzy se přestalo hovořit o sjízdnosti Arlberského průsmyku a jeho části musely být znovu překonávány soumary.
V roce 1450 koupilo město Lindau tehdy již z hlediska údržby velmi zanedbanou alpskou oblast Arlberského průsmyku (zvanou Alpe Stern), včetně dalších alpských držav, od údolní komunity Stanzer, čímž získalo kontrolu nad provozem přes průsmyk. Lindau následně podporovalo transport soli z Hallstattu přes průsmyk Fern, Tannheimerské údolí a průsmyk Oberjoch do Immenstadtu a dále do Simmerbergu, čímž vážně uškodilo tradiční dopravě soli přes Arlberský průsmyk.
V průběhu 15. století silnice přes průsmyk zchátrala natolik, že již nebyla průjezdná s povozem. Kvůli špatnému stavu se doprava průsmyku cca od roku 1450 po staletí vyhýbala a byly využívány dlouhé objížďky přes průsmyk Fern.

### Soumarská stezka

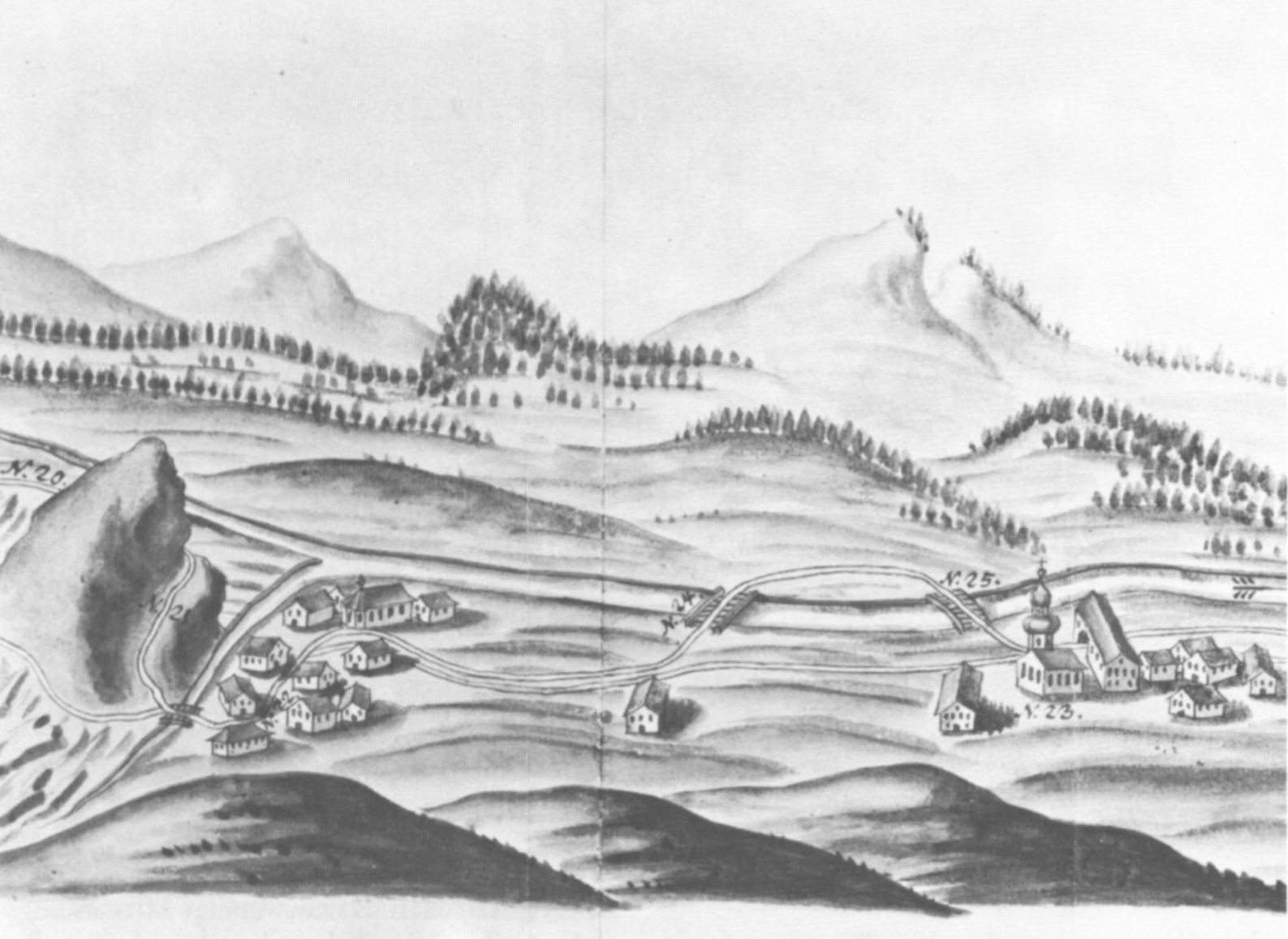
Návrh nerealizované výstavby silnice Landeck – Bludenz přes Arlberský průsmyk z roku 1733 (výřez)

Od roku 1450 do konce 18. století byl průsmyk využíván pouze lokálně jako stezka pro soumary.
V roce se poprvé 1593 objevil plán na vybudování „Arlberské silnice“. Realizace tohoto plánu by odklonila obchod směřující z Innsbrucku přes Füssen, Kempten a Lindau do Švýcarska. Protest obyvatel Lindau vyústil v císařský zákaz plánované výstavby, což posílilo význam tzv. Milánského (Lindauského) posla, přepravní služby operující mezi Milánem a Lindau.
V roce 1704/05 získalo hornošvábské panství rozsáhlé císařské ujištění ohledně stavebních planů v Arlberském průsmyku: císař Leopold dal písemný příslib, že „z Tyrolska do zemí před Arlberským průsmykem nebudou stavěny žádné nové cesty“. Tento císařský dekret byl samozřejmě primárně založen na strategických úvahách - konkrétně měl za cíl zkomplikovat případnou vojenskou invazi. Císař navíc pravděpodobně usiloval o udržení náklonnosti hornošvábských měst.
V roce 1733 měly Lindau a s ním zainteresované stavy možnost odvolat se na právě na tento císařský dekret. Vorarlberský zemský pokladník Fritsch dostal povolení ke stavbě nové silnice přes Arlberský průsmyk, ale po protestech města a hornošvábských stavů císař toto povolení opět stáhl. Roku 1750 pak Lindau již počtvrté úspěšně zablokovalo výstavbu arlberské silnice.

### Nová cesta přes průsmyk

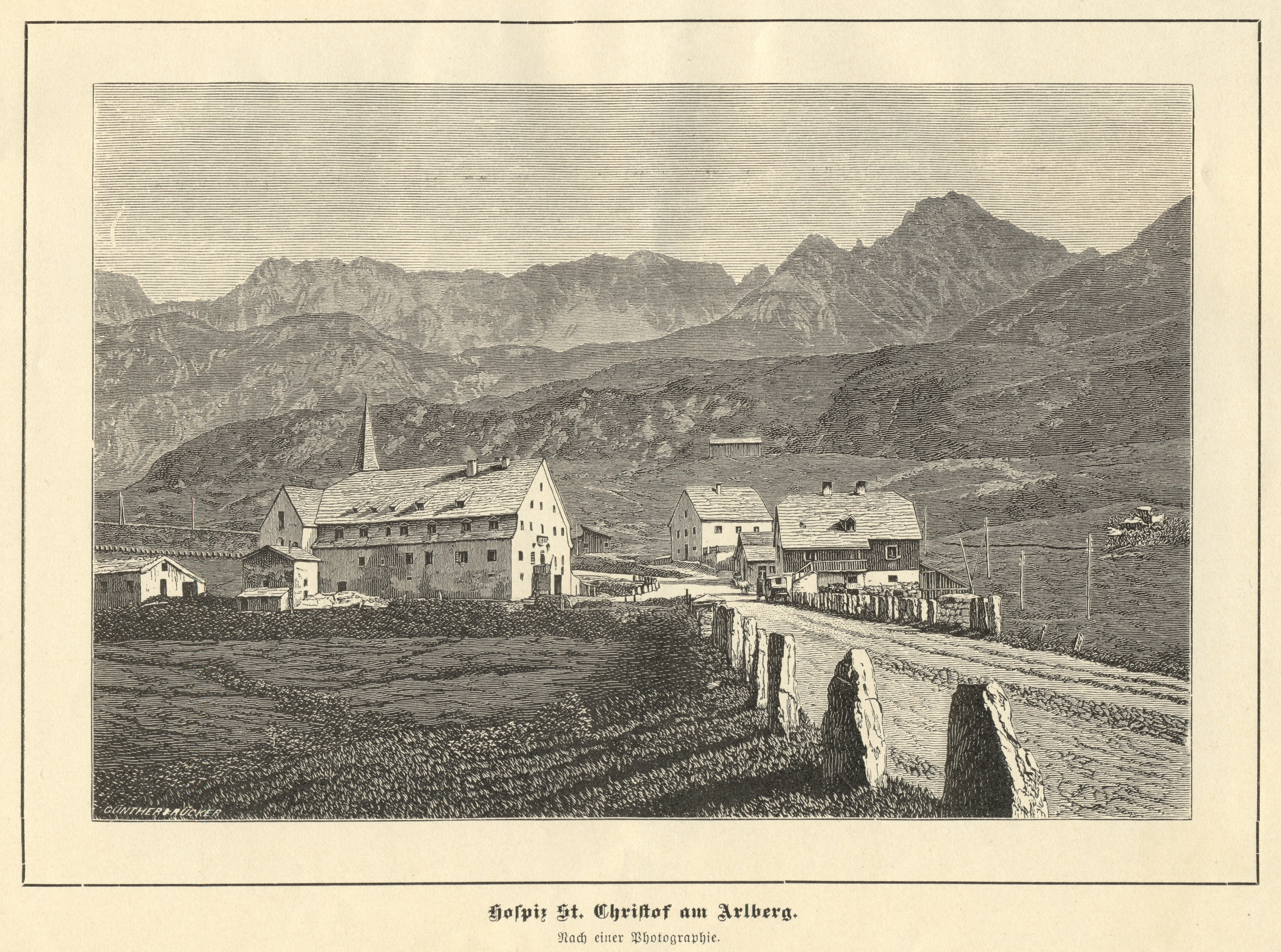
Historický pohled z roku 1889 na Sankt Christoph nedalo vrcholu průsmyku, v pozadí hora Valluga

V následujících letech již nebylo možné výstavbě spojení mezi Tyrolskem a Vorarlberskem zabránit: V letech 1782 až 1784 vybudovali obchodníci z Bozenu zpevněnou cestu a roku 1787 tak mohla být slavnostně otevřena tzv. „Josefínská silnice“ přes Arlberský průsmyk.
S rozvojem textilního průmyslu ve Vorarlbersku a východním Švýcarsku a poštovní dopravy došlo k výraznému zvýšení provozu, což si vynucovalo neustálé rozšiřování silnice. V návaznosti na to byla roku 1824 vybudována dlážděná silnice, sloužící zároveň jako "obchvat" Sankt Antonu.
Kolem roku 1860 se doprava přes průsmyk opět rychle snížila, protože v podhůří Alp byly postaveny železniční tratě a sůl se nyní znovu dopravovala přes Bavorsko.

### Železnice

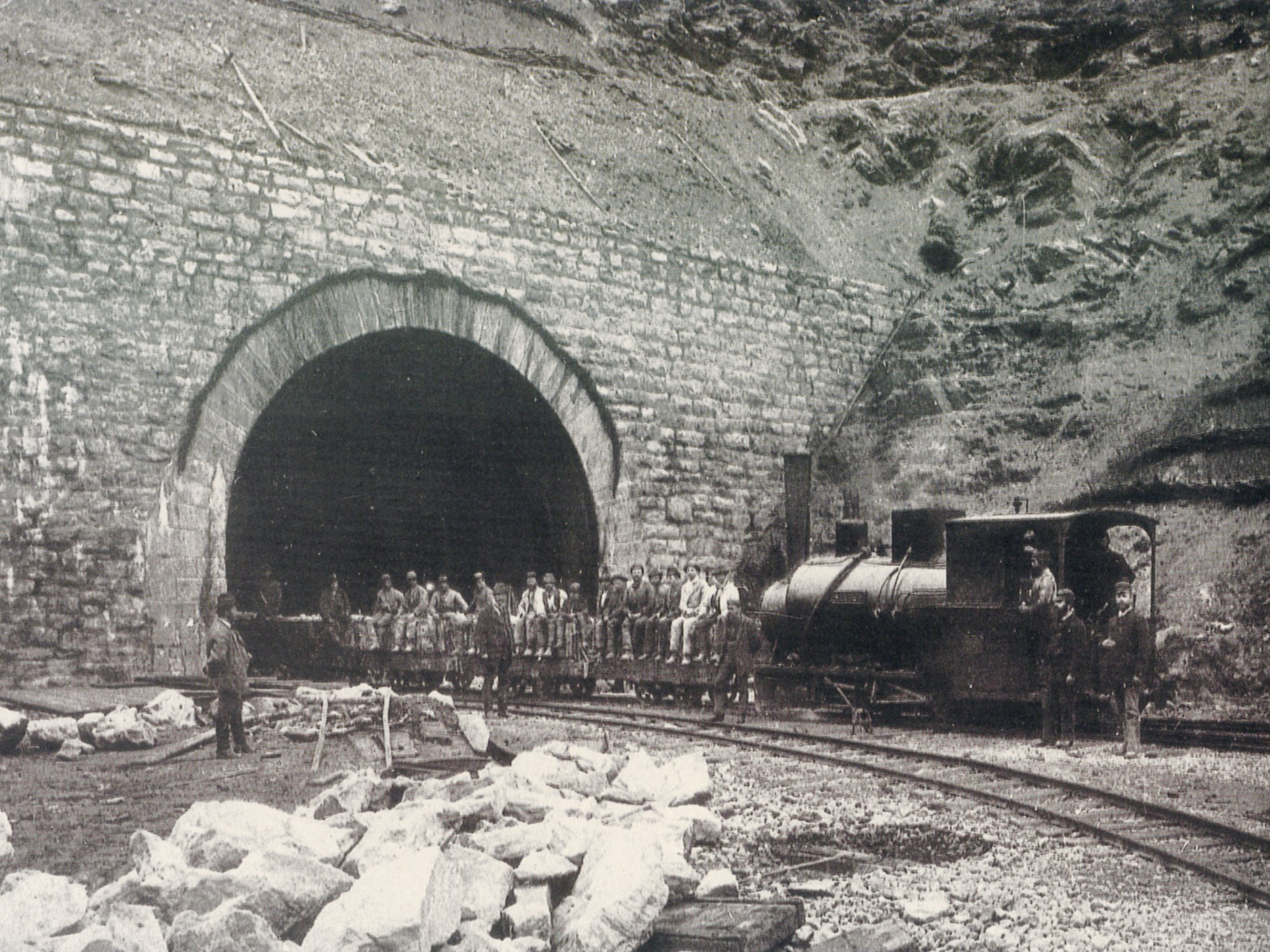
Výstavba Arlberského železničního tunelu (1882)

Na konci 19. století umožnila výstavba Arlberské železnice efektivní spojení mezi Vorarlberskem a ostatními částmi Dunajské monarchie. S délkou 10 648 metrů tvoří Arlberský železniční tunel mezi Sankt Antonem a Langenem ústřední část této železniční trasy. Ani toto dopravní spojení však není zcela imunní vůči povětrnostním vlivům.

### Arlberská silnice B197
Na počátku 20. století došlo v oblasti k hospodářskému růstu prostřednictvím cestovního ruchu. Po druhé světové válce také významně vzrostla soukromá motorizovaná doprava. Obce podél průmyskové silnice pocítily zpočátku výrazný ekonomický přínos, posléze však začaly silnou dopravou trpět. V polovině 50. let vznikla myšlenka výstavby Arlberského silničního tunelu v souvislosti s Arlberskou rychlostní silnicí.
Se zákonem o spolkových silnicích z roku 1971 se z průsmykové silnice stala spolková silnice B197 (od roku 2002 zemská silnice B197) Sankt Anton am Arlberg - Langen am Arlberg. Arlberská silnice se v zimě dočasně uzavírá pouze v případě, že hrozí laviny, a je zakázáno na ní používat vozidla s přívěsy.
V roce 2014 nechalo Vorarlbersko silnici přeložit. Část silnice ležící v geologicky citlivé oblasti byla proto až po odbočku na Lech a Zürs opuštěna. Alternativní trasa nyní vede v pěti nových zatáčkách severovýchodním směrem k průsmyku Flexengalerie a přibližně kopíruje trasu silnice z doby před rokem 1942.

### Rychlostní silnice
V roce 1969 byly zahájeny práce na Arlberské rychlostní silnici S16. 1. prosince 1978 byla uvedena do provozu ústřední část celého projektu - 13,97 km dlouhý Arlberský silniční tunel. Poslední chybějící úsek celé silnice - Strengenský tunel - byl uveden do provozu teprve v roce 2006. Výstavba rychlostní silnice a s ní souvisejících tunelů vytvořila bezpečné celoroční spojení mezi Tyrolskem a Vorarlberskem. V několikaletých intervalech však musí být i toto spojení na několik hodin nebo dní uzavřeno v případě nepříznivého počasí způsobeného lavinami a sesuvy půdy. Průjezd Arlberským silničním tunelem je zpoplatněn.

## Cestovní ruch
Cestovní ruch je hlavním zdrojem příjmů obcí i obyvatelstva v okolí Arlberského průsmyku.

### Zima

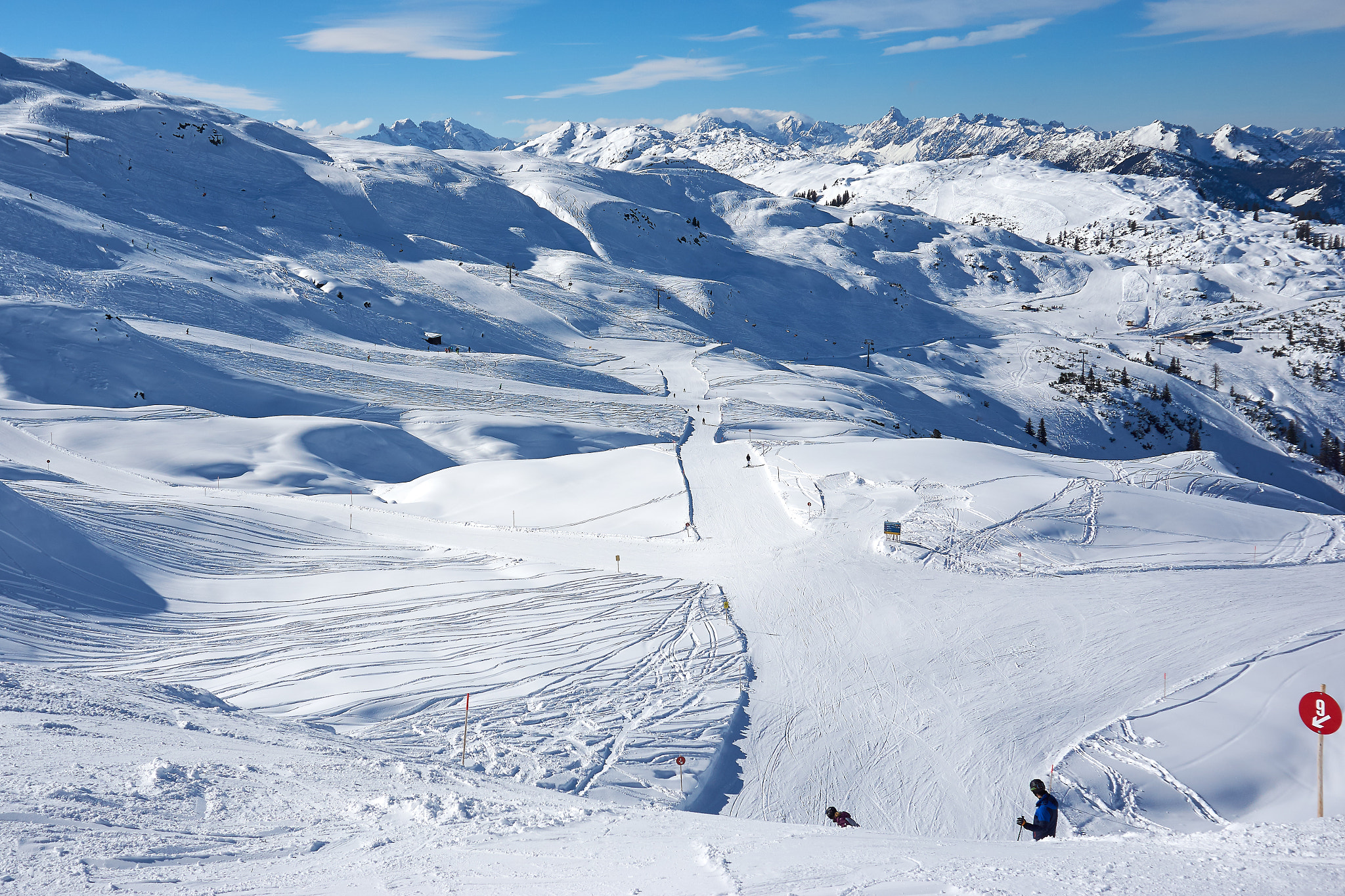
Ski Arlberg: pohled z hory Sonnenkopf

„Arlberg“ je dnes vyhlášenou značkou pro lyžařská střediska, která jsou soustředěna kolem Arlberského průsmyku, patří mezi ně např. Ski Arlberg, ale také Sonnenkopf či údolí Lechtal.
Ski Arlberg je známý svou dlouhou tradicí zimních sportů. Lyžařský klub Arlberg byl založen již v roce 1901 a o dva roky později uspořádal první klubový závod. V roce 1904 se uskutečnil první veřejný závod Arlberg, v roce 1928 první ze slavných závodů Arlberg-Kandahar. V roce 1921 byla založena lyžařská škola Arlberg pod vedením Hannesa Schneidera a stala se tak první lyžařskou školou v regionu. V roce 1937 byly postaveny první lyžařské vleky v Sankt Antonu a Zürs. Jednalo se zároveň o první lyžařský vlek postavený Konradem Doppelmayrem a Seppem Bildsteinem. Díky mistrovství světa v alpském lyžování v Sankt Antonu v roce 2001 se závody alpské lyžování vrátily zpět do oblasti Arlberského průsmyku a tím i ke svým kořenům.
Ski Arlberg dnes tvoří propojené lyžařské oblasti na třech horách kolem Lechu a Zürsu (tzv. Ski Arlberg West), dále oblasti hor Gampen, Kapall, Galzig a Valluga nad Sankt Antonem a Sankt Christophem, které jsou propojeny s oblastí Albona ve Stubenu a oblastí Rendl jižně od Sankt Antonu díky Arlberské rychlostní silnici (obě taktéž spadají do Ski Arlberg West) a Snowworld Warth-Schröcken kolem vesnic Warth a Schröcken severozápadně od Tannbergu. Ski Arlberg tak dohromady disponuje 88 vleky, 350 km upravovaných sjezdovek a 200 km hlubokého sněhu. Díky Ski Arlberg West je Ski Arlberg jedním z nejznámějších freeridových oblastí v Rakousku a celých Alpách. V oblasti se také nachází tzv. Bílý prsten, nejdelší lyžařský okruh na světě (22 km). Díky velkému počtu nadšenců do zimních sportů se cestovní ruch stal pro celou oblast kolem průsmyku nesmírně důležitým. Od 1. listopadu 2001 do 31. října 2002 bylo poprvé zaznamenáno více než jeden milion přenocování.
Nejstarší lanovka v oblasti Arlberkého průsmyku, Galzigbahn, byla poprvé postavena v roce 1937. Po rekonstrukci v roce 1964 měla kapacitu 700 osob za hodinu. V roce 2006 byla celá lankovka kompletně přestavěna a nyní může přepravit až 2200 lidí za hodinu.

### Léto
Do 80. let 20. století byly téměř všechny hotely v létě zavřené. Od té doby se letní turistika v regionu výrazně zvýšila, a oblast je nyní protkána množstvím turistických stezek a jiných turistických atrakcí.